# Martin Flavin

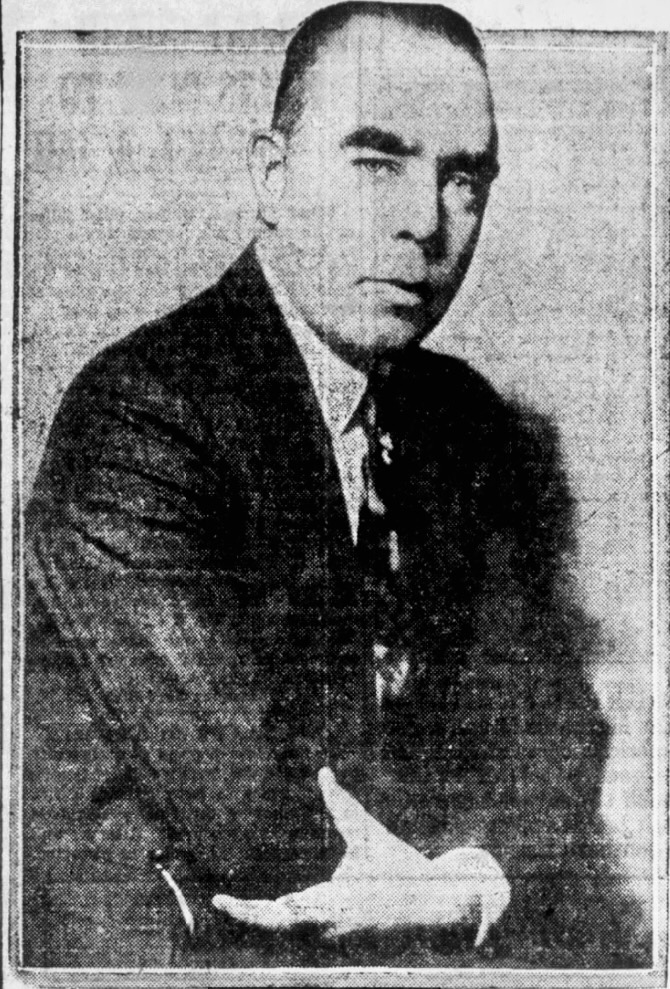
Martin Flavin (1923)

Martin Archer Flavin (* 2. November 1883 in San Francisco, Kalifornien; † 27. Dezember 1967 in Carmel-by-the-Sea, Kalifornien) war ein US-amerikanischer Dramatiker und Schriftsteller, der 1944 für seinen Roman Journey in the Dark („Reise ins Dunkel“) den Pulitzer Prize for the Novel erhielt.

## Leben
Flavin begann seine schriftstellerische Laufbahn zunächst als Dramatiker und veröffentlichte 1923 mit Children of the Moon sein erstes Theaterstück, dem noch im gleichen Jahr mit Emergency Case und Caleb Stone's Death Watch zwei Dramen folgten. Spätere weitere Dramen waren Achilles Had a Heel (1924), Lady of the Rose (1925), Service for Two (1926) sowie The Criminal Code, Broken Dishes und Crossroads, die alle drei 1929 erschienen.
1930 gab er mit Spindrift sein Romandebüt und verfasste anschließend einige weitere Romane wie Sunday (1933), Blue Jeans (1937) und Mr. Littlejohn (1940). Dazwischen schrieb er die beiden Bühnenwerke Tapestry in Gray (1935) und Around the Corner (1936).
1944 erschien der Roman Journey in the Dark, für den er den Pulitzer-Preis erhielt.
Daneben war Flavin Anfang der 1930er Jahre auch Autor von Drehbüchern von Kinofilmen. Zu den bekanntesten Filmen gehören Das Strafgesetzbuch nach seinem gleichnamigen Drama in der Regie von Howard Hawks (1930) mit Walter Huston und Phillips Holmes in den Hauptrollen, Passion Flower (1930) von William C. de Mille mit Kay Francis und Charles Bickford, Hölle hinter Gittern von George W. Hill mit Chester Morris und Wallace Beery, Transgression von Herbert Brenon (1931) mit Kay Francis und Ricardo Cortez sowie Laughing Sinners von Harry Beaumont (1931) mit Joan Crawford und Neil Hamilton. 1950 drehte Henry Levin mit Verurteilt ein Remake von Das Strafgesetzbuch.
Flavin, der zwischen 1947 und seinem Tod dem renommierten Dutch Treat Club in New York als Mitglied angehörte, schrieb zuletzt 1962 den Roman Red Poppies and White Marble.